# Большое путешествие (мультфильм, 2019)
«Большо́е путеше́ствие» — российский полнометражный мультипликационный фильм. Премьера фильма состоялась 12 апреля 2019 года в Турции. В России фильм вышел в прокат 27 апреля 2019 года. На Украине премьера состоялась после выхода в РФ 28 апреля 2019 года.

## Описание
Бестолковый аист из центра доставки детей по ошибке приносит детёныша панды медведю по имени Мик Мик. Мик Мик во всём любит порядок и решает доставить малыша его родителям в южный Китай. В путешествие с ним увязывается и его непутёвый сосед заяц Оскар. По дороге они встречают хвастливого пеликана Дюка, трусливого волка Януса и романтичного тигра Амура.

### Персонажи
1. Мик-мик — гималайский медведь, который живёт в лесу, имеет свою пасеку и дом. Медведь живёт по соседству с болтливым зайцем Оскаром, которого недолюбливает и не считает своим другом. Когда к нему доставляют малыша панду, он отправляется в путешествие, чтобы отнести его родителям и неохотно, но берёт с собой Оскара. В конце мультфильма Мик-мик смягчился, разрешил зайцу переночевать у него и даже решил то, что они будут достраивать его дом.
2. Оскар — болтливый заяц, живёт в лесу по соседству с Мик-миком. Медведь его недолюбливает. Оскар мечтает прославиться. Зайчик решает отправиться в путешествие с Мик-миком, чтобы вернуть малыша панду родителям.
3. Дюк — пеликан который много рассказывает. Сначала у него не было внимательных слушателей, пока не встретил главных героев с малышом пандой. В конце мультфильма остался в Китае.
4. Янус — трусливый волк, которого изгнали из стаи. Он боится всего и вся и ему видится другой волк всякий раз, когда ему становится страшно. Познакомившись с главными героями, Янус всё таки решает помочь им вернуть малыша панду родителям.
5. Амур — aмурский тигр поэт. Он помогает главным героям вернуть малыша панду родителям и остаётся в Китае в конце мультфильма.
6. Малыш панда — детёныш панд, из-за которого Оскар и Мик-мик отправились в большое путешествие, чтобы его вернуть домой. Ближе к концу мультфильма назвал Мик-мика и Оскара по имени.
7. Мама и папа панда — родители малыша панды, к которым шли Мик-мик, Оскар, Дюк, Янус и Амур.
8. Питон — cетчатый питон — антагонист мультфильма, мечтал съесть малыша панду, чтобы отомстить его отцу, но был побеждён главными героями.

## Съёмочная группа
- Режиссёры: Василий Ровенский, Наталья Нилова.
- Продюсеры: Роман Борисевич, Максим Рогальский, Василий Ровенский.
- Сценаристы: Василий Ровенский, Билли Фролик.
- Оператор: Фёдор Мезенцев.
- Композиторы: Иван Урюпин, Игорь Бабаев.
- Художник-постановщик: Светлана Толстошеина.
- Монтажёр: Эдуард Нуритдинов.

## Озвучивание
| Актёр                     | Роль                                                |
| ------------------------- | --------------------------------------------------- |
| Дмитрий Назаров           | Мик-Мик                                             |
| Максим Галкин             | Заяц Оскар                                          |
| Филипп Киркоров           | Дюк                                                 |
| Алексей Воробьёв          | Амур                                                |
| Татьяна Навка             | мама Панда                                          |
| Диомид Виноградов         | Янус, папа Панда / страх Януса / обезьяны / эпизоды |
| Анастасия Решетникова     | Утка                                                |
| Ирина Киреева             | Белка / Утка                                        |
| Сергей Смирнов            | питон / Аист Карл / крот                            |
| Василий Ровенский-младший | малыш Панда                                         |
| Василий Ровенский         | Аист, лось Хьюстон                                  |

## Прокат и сборы
По состоянию на 3 апреля 2020 года сборы мультфильма в иностранном прокате составили $3,8 млн. В ноябре 2020 года мультфильм стал самым кассовым российским фильмом за рубежом, при этом сборы в Нидерландах превысили 1,8 млн долларов, сборы в Бельгии составили 300 тысяч долларов.
Премьера фильма в США состоялась 14 января 2020 года, он вышел на домашнем видео.
Сборы мультфильма в России составили более 147 млн рублей.

## Сиквел
Сиквел под названием «Большое путешествие: Специальная доставка»  вышел в 2022 году. Приобрести права на его прокат в США планирует компания Grindstone, выпустившая в Северной Америке первый мультфильм. В России премьера состоялась 27 октября 2022 года.